# Црква Успења Пресвете Богородице у Дукату
Црква Успења Пресвете Богородице у Дукату, насељеном месту на територији општине Босилеград, православни је храм који припада Епархији врањској Српске православне цркве.
Црква посвећена Успења Пресвете Богородице сазидана крајем 19. века. Сеоска слава је Свети пророк Илија.
Због изузетно лошег стања објекта, у периоду од 2004. до 2006. године приступило се његовој комплетној обнови.